# Palante el Mambo!
Palante el Mambo! ist das zweite Studioalbum von Diego Gutiérrez. Er erschafft in diesem Album kubanische Genres und Rhythmen aus einer sehr persönlichen Vision des Songwritings, die ihm sofortige Aufmerksamkeit von Kritikern und Publikum einbrachte. Es wurde bei seiner 19. Ausgabe im Jahr 2018 für den Latin Grammy Award in der Kategorie Best Tropical Fusion Album nominiert.

## Produktion
Für dieses Album wählte Diego Gutiérrez unter seinen Liedern die repräsentativsten kubanischen Genres aus, was dieses Werk deutlich von seiner vorherigen Veröffentlichung De cero unterscheidet, die sich mehr auf einen Pop-Rock-Sound konzentriert. Er entschied sich auch für die Arrangements eines Pianisten mit Erfahrung in kubanischer Salsa-Musik, Arrangeur und Pianist des populären Orchesters Havana D'Primera. Dies würde seinen Liedern den eigentümlichen Geschmack einheimischer Rhythmen verleihen, gemischt mit seiner Komposition, die von Nueva Trova und dem zeitgenössischen kubanischen Lied beeinflusst ist.
Dieses Album gewann 2018 den Cubadisco Award in der Kategorie Bestes Fusion-Album.
Nach der Nominierung für die Latin Grammy Awards konnte Gutierrez dieses Album auf Tourneen durch Kuba und mehrere Länder präsentieren.

## Titelliste
1. Pa´lante el mambo (Diego Gutiérrez) – 3:47
2. Qué buena vida (Diego Gutiérrez) – 4:39
3. Contra la pared (Diego Gutiérrez) – 4:18
4. Felicidad (Diego Gutiérrez) – 3:22
5. Mira la TV (Diego Gutiérrez) – 4:19
6. Filosofía de bar (Diego Gutiérrez) – 4:36
7. Sólo otra canción (Diego Gutiérrez) – 3:53
8. Piénsatelo (Diego Gutiérrez) – 3:48
9. Sucu sucu sentimental (Diego Gutiérrez) – 4:15
10. Fin de la historia (Diego Gutiérrez) – 5:00

## Albumstaffel
- Text, Musik und Hauptstimme in allen Liedern: Diego Gutiérrez.
- Produzent: Tony Rodríguez und Diego Gutiérrez.
- Klavier und Keyboard: Tony Rodríguez
- E-Bass: Yandy Martínez
- E-Gitarre: Roberto Gómez
- Schlagzeug: Oliver Valdés
- Güiro: Oliver Valdés (Titel 1, 2, 3, 5, 6, 8 und 9)
- Congas: Adel González
- Trompete: Alejandro Delgado (Titel 1, 2, 3, 5 und 10)
- Posaune: Amaury Pérez (Titel 1, 3, 5 und 10)
- Saxophon: Jamil Scherry (Titel 1, 3, 5 und 10)
- Hintergrundgesang: Yosvel Bernal (Titel 1, 2, 3, 5, 6, 8, 9 und 10)
- Hintergrundgesang: Merlin Lorenzo (2, 3, 4, 5, 7, 8, 9 und 10)
- Programmierung und Beatmaking: José A. Blanco „El Negro WadPro“ (Titel 1, 3 und 10)
- Pfeifen: Tony Rodriguez (Track 6)
- Melodisch: Tony Rodriguez (Track 9)
- Sprachprobe in „Filosofía de bar“: Rolando Laserie
- Gastkünstler in „Contra la pared“: Francis del Río
- Aufnahme: Ing. Merlin Lorenzo und Ing. Daelsis Pena
- Postproduktion: Ing. Merlin Lorenzo
- Mischung: Ing. José Raúl Varona
- Mastering: Ing. Daelsis Pena
- Ausführender Produzent: Brenda Besada
- Fotoshooting: Ivan Soca Pascual
- Visuelles Konzept: Mario David Cárdenas